# Ouest du Michigan

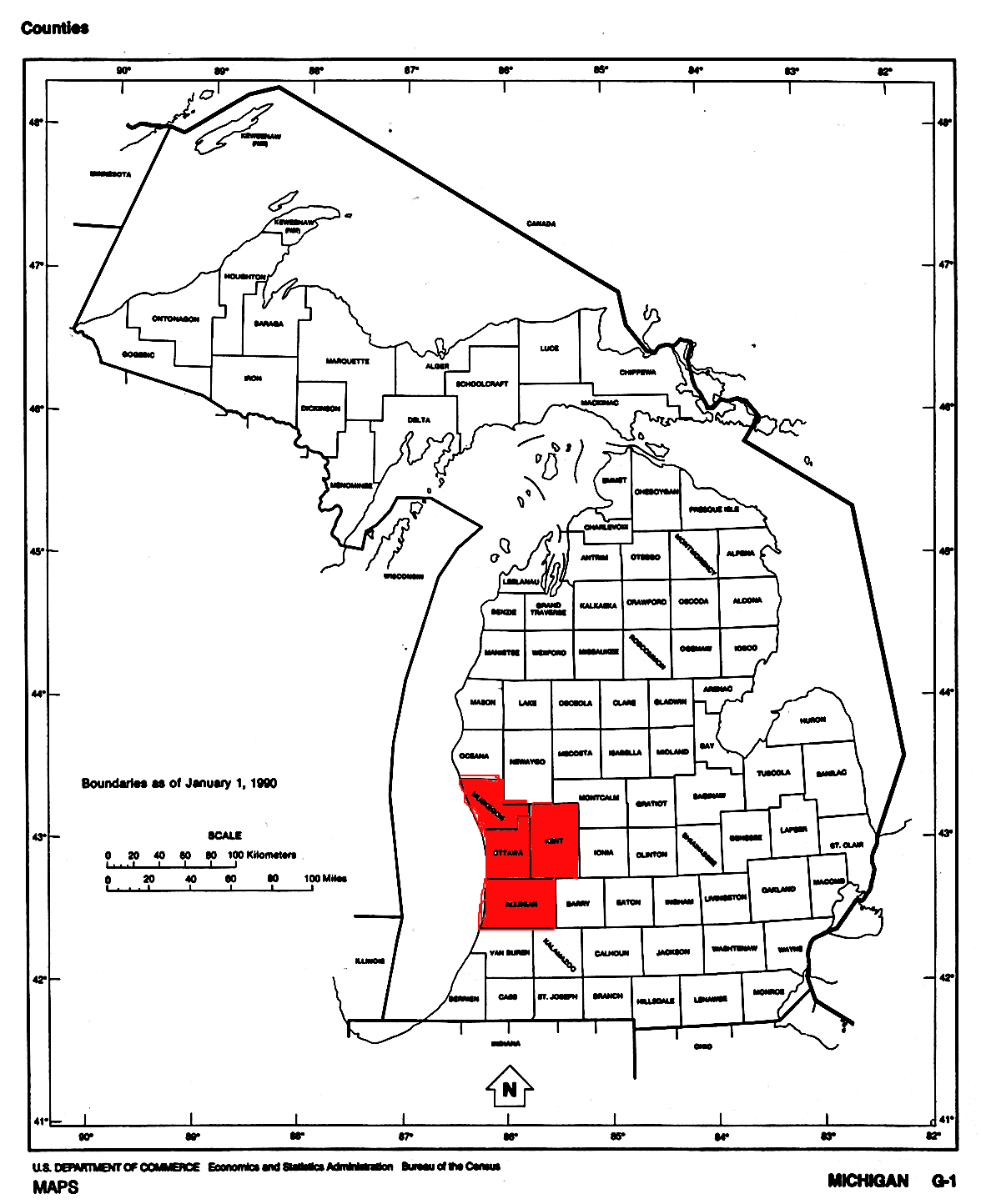
Carte de la région utilisant la définition étroite.

Michigan

L'Ouest du Michigan (anglais : West Michigan, ou Western Michigan) est une région de l'État américain du Michigan. Il peut plus correctement être décrit comme « l'Ouest du Michigan inférieur », car le nom n'est presque jamais utilisé pour décrire la péninsule supérieure de l'État. La région n'a pas un statut officiel, et ses frontières ne sont pas définies avec précision. Dans beaucoup de contextes, le nom est appliqué seulement aux comtés situé autour de la ville de Grand Rapids : Allegan, Kent, Muskegon, et Ottawa. D'autres utilisent le nom pour la moitié occidentale entière de la péninsule inférieure.
Si on utilise la définition étroite de la région (les quatre comtés nommés ci-dessus), la population de la région est environ 1 100 000 d'habitants. 